# Rècords del món de natació
Els rècords del món de natació són els registres de les millors marques obtingudes per nedadors al món. Les marques són ratificades per la Federació Internacional de Natació i es classifiquen en les proves realitzades en piscina de 50 metres (piscina olímpica) i en piscina de 25 metres.

## Piscina de 50 metres

### Masculí
| Prova                  | Temps    | Nom                                                                                 | País            | Data                   | Lloc                   | Notes |
| ---------------------- | -------- | ----------------------------------------------------------------------------------- | --------------- | ---------------------- | ---------------------- | ----- |
| 50 m lliure            | 20,91    | César Cielo                                                                         | Brasil          | 25 de desembre de 2009 | Rio de Janeiro, Brasil |       |
| 100 m lliure           | 46,40    | Pan Zhanle                                                                          | R.P. de la Xina | 31 de juliol de 2024   | París, França          |       |
| 200 m lliure           | 1:42,00  | Paul Biedermann                                                                     | Alemanya        | 28 de juliol de 2009   | Roma, Itàlia           |       |
| 400 m lliure           | 3:40,07  | Paul Biedermann                                                                     | Alemanya        | 26 de juliol de 2009   | Roma, Itàlia           |       |
| 800 m lliure           | 7:32,12  | Zhang Lin                                                                           | R.P. de la Xina | 29 de juliol de 2009   | Roma, Itàlia           | [ 3 ] |
| 1500 m lliure          | 14:30.67 | Bobby Finke                                                                         | Estats Units    | 4 d'agost de 2024      | París, França          |       |
| 50 m esquena           | 23,55    | Kliment Kolesnikov                                                                  | Rússia          | 27 de juliol de 2023   | Kazan, Rússia          |       |
| 100 m esquena          | 51,60    | Thomas Ceccon                                                                       | Itàlia          | 20 de juny de 2022     | Budapest, Hongria      |       |
| 200 m esquena          | 1:51,92  | Aaron Peirsol                                                                       | Estats Units    | 31 de juliol de 2009   | Roma, Itàlia           |       |
| 50 m braça             | 25,95    | Adam Peaty                                                                          | Anglaterra      | 25 de juliol de 2017   | Budapest, Hongria      |       |
| 100 m braça            | 56,88    | Adam Peaty                                                                          | Anglaterra      | 21 de juliol de 2019   | Gwangju, Corea del Sud | , sf  |
| 200 m braça            | 2:05,48  | Qin Haiyang                                                                         | R.P. de la Xina | 28 de juliol de 2023   | Fukuoka, Japó          |       |
| 50 m papallona         | 22,27    | Andriy Hovorov                                                                      | Ucraïna         | 1 de juliol de 2018    | Roma, Itàlia           |       |
| 100 m papallona        | 49,45    | Caeleb Dressel                                                                      | Estats Units    | 31 de juliol de 2021   | Tòquio, Japó           |       |
| 200 m papallona        | 1:50,34  | Kristof Milak                                                                       | Hongria         | 21 de juny de 2022     | Budapest, Hongria      |       |
| 200 m estils           | 1:52,69  | Léon Marchand                                                                       | França          | 30 de juliol de 2025   | Singapur, Singapur     | [ 5 ] |
| 400 m estils           | 4:02,50  | Léon Marchand                                                                       | França          | 23 de juliol de 2023   | Fukuoka, Japó          |       |
| Relleus 4×100 m lliure | 3:08,24  | Michael Phelps Garrett Weber-Gale Cullen Jones Jason Lezak                          | Estats Units    | 11 d'agost de 2008     | Pequín, Xina           |       |
| Relleus 4×200 m lliure | 6:58,55  | Michael Phelps Ryan Lochte Ricky Berens David Walters                               | Estats Units    | 31 de juliol de 2009   | Roma, Itàlia           | [ 6 ] |
| Relleus 4×100 m estils | 3:26,78  | Ryan Murphy (52,31) Michael Andre (58,49) Caeleb Dressel (49.03) Zach Apple (46,95) | Estats Units    | 1 d'agost de 2021      | Tòquio, Japó           | [ 7 ] |

### Femení
| Prova                  | Temps    | Nom                                                                                                 | País            | Data                 | Lloc                       | Notes |
| ---------------------- | -------- | --------------------------------------------------------------------------------------------------- | --------------- | -------------------- | -------------------------- | ----- |
| 50 m lliure            | 23,61    | Sarah Sjoström                                                                                      | Suècia          | 29 de juliol de 2023 | Fukuoka, Japó              | , sf  |
| 100 m lliure           | 51,71    | Sarah Sjoström                                                                                      | Suècia          | 23 de juliol de 2017 | Budapest, Hongria          | , r   |
| 200 m lliure           | 1:52,23  | Ariarne Titmus                                                                                      | Austràlia       | 12 de juny de 2024   | Brisbane, Austràlia        | [ 8 ] |
| 400 m lliure           | 3:54,18  | Summer McIntosh                                                                                     | Canadà          | 7 de juny de 2025    | Victoria, Canadà           |       |
| 800 m lliure           | 8:04,12  | Katie Ledecky                                                                                       | Estats Units    | 3 de maig de 2025    | Fort Lauderdale, EUA       |       |
| 1500 m lliure          | 15:20,48 | Katie Ledecky                                                                                       | Estats Units    | 16 de maig de 2018   | Indianapolis, Estats Units |       |
| 50 m esquena           | 26,86    | Kaylee McKeown                                                                                      | Austràlia       | 20 d'octubre de 2023 | Budapest, Hongria          |       |
| 100 m esquena          | 57,13    | Regan Smith                                                                                         | Estats Units    | 18 de juny de 2024   | Indianàpolis, EUA          |       |
| 200 m esquena          | 2:03,14  | Kaylee McKeown                                                                                      | Austràlia       | 10 de març de 2023   | Sydney, Austràlia          |       |
| 50 m braça             | 29,16    | Rūta Meilutytė                                                                                      | Lituània        | 30 de juliol de 2023 | Fukuoka, Japó              |       |
| 100 m braça            | 1:04,13  | Lilly King                                                                                          | Estats Units    | 25 de juliol de 2017 | Budapest, Hongria          |       |
| 200 m braça            | 2:17,55  | Evgeniya Chicunova                                                                                  | Rússia          | 21 de abril de 2023  | Kazan, Rússia              |       |
| 50 m papallona         | 24,43    | Sarah Sjöström                                                                                      | Suècia          | 5 de juliol de 2014  | Borås, Suècia              |       |
| 100 m papallona        | 54,60    | Gretchen Walsh                                                                                      | Estats Units    | 3 de maig de 2025    | Fort Lauderdale, EUA       |       |
| 200 m papallona        | 2:01,81  | Liu Zige                                                                                            | R.P. de la Xina | 21 d'octubre de 2009 | Jinan, Xina                |       |
| 200 m estils           | 2:05,70  | Summer McIntosh                                                                                     | Canadà          | 9 de juny de 2025    | Victoria, Canadà           |       |
| 400 m estils           | 4:23.65  | Summer McIntosh                                                                                     | Canadà          | 11 de juny de 2025   | Victoria, Canadà           |       |
| Relleus 4×100 m lliure | 3:27,96  | (52.04)Mollie O'Callaghan (51.69)Shayna Jack (52.29)Meg Harris (51,90)Emma McKeon                   | Austràlia       | 23 de juliol de 2023 | Fukuoka, Japó              |       |
| Relleus 4×200 m lliure | 7:37,50  | (1:53.66)Mollie O'Callaghan (1:55.63)Shayna Jack (1:55.80)Brianna Throssell (1:52.41)Ariarne Titmus | Austràlia       | 27 de juliol de 2023 | Fukuoka, Japó              |       |
| Relleus 4×100 m estils | 3:49,34  | Regan Smith (57.57) Kate Douglass (1:04.27) Gretchen Walsh (54.98) Torri Huske (52.52)              | Estats Units    | 3 d'agost de 2025    | Singapur, Singapur         |       |

### Relleus Mixtos
| Prova                  | Temps   | Nom                                                                                 | País         | Data              | Lloc               | Notes |
| ---------------------- | ------- | ----------------------------------------------------------------------------------- | ------------ | ----------------- | ------------------ | ----- |
| Relleus 4×100 m lliure | 3:18,48 | Jack Alexy (46.91) Patrick Sammon (46.70) Kate Douglass (52.43) Torri Huske (52.44) | Estats Units | 2 d'agost de 2025 | Singapur, Singapur |       |
| Relleus 4×100 m estils | 3:38,43 | Ryan Murphy (52,08) Nic Fink (58,29) Gretchen Walsh (55,18) Torri Huske (51,88)     | Estats Units | 3 d'agost de 2024 | París, França      |       |

## Piscina de 25 metres

### Masculí
| Prova                  | Temps    | Nedador                                                                                     | País         | Data                   | Lloc                              | Video         |
| ---------------------- | -------- | ------------------------------------------------------------------------------------------- | ------------ | ---------------------- | --------------------------------- | ------------- |
| 50 m lliure            | 19,90    | Jordan Crooks                                                                               | Illes Caiman | 14 de desembre de 2024 | Budapest, Hongria                 |               |
| 100 m lliure           | 44.84    | Kyle Chalmers                                                                               | Austràlia    | 29 d'octubre de 2021   | Kazan, Rússia                     |               |
| 200 m lliure           | 1:38,61  | Luke Hobson                                                                                 | Estats Units | 15 de desembre de 2024 | Budapest, Hongria                 |               |
| 400 m lliure           | 3:32,25  | Yannick Agnel                                                                               | França       | 15 de novembre de 2012 | Angers, França                    |               |
| 800 m lliure           | 7:20,46  | Daniel Wiffen                                                                               | Irlanda      | 10 de desembre de 2023 | Otopeni, Romania                  |               |
| 1500 m lliure          | 14:06.88 | Florian Wellbrock                                                                           | Alemanya     | 21 de desembre de 2021 | Abu Dhabi, Emirats Àrabs Units    |               |
| 50 m esquena           | 22,11    | Kliment Kolesnikov                                                                          | Rússia       | 23 de novembre de 2022 | Kazan, Rússia                     |               |
| 100 m esquena          | 48,33    | Coleman Stewart                                                                             | Estats Units | 29 d'agost de 2021     | Nàpols, Itàlia                    | [ 16 ]        |
| 200 m esquena          | 1:45,63  | Mitch Larkin                                                                                | Austràlia    | 27 de novembre de 2015 | Sydney, Austràlia                 |               |
| 50 m braça             | 24,95    | Emre Sakçı                                                                                  | Turquia      | 27 de desembre de 2021 | Gaziantep, Turquia                | [ 17 ] [ 18 ] |
| 100 m braça            | 55,28    | Ilya Shymanovich                                                                            | Belarús      | 26 de novembre de 2021 | Eindhoven, Països Baixos          | [ 19 ]        |
| 200 m braça            | 2:00,16  | Kirill Prigoda                                                                              | Rússia       | 13 de desembre de 2018 | Hangzhou, Xina                    |               |
| 50 m papallona         | 21,32    | Noè Ponti                                                                                   | Suïssa       | 11 de desembre de 2024 | Budapest, Hongria                 |               |
| 100 m papallona        | 47,71    | Noè Ponti                                                                                   | Suïssa       | 14 de desembre de 2024 | Budapest, Hongria                 |               |
| 200 m papallona        | 1:46,85  | Tomoru Honda                                                                                | Japó         | 22 de octubre de 2022  | Tòquio, Japó                      |               |
| 100 m estils           | 49,28    | Caeleb Dressel                                                                              | Estats Units | 22 de novembre de 2020 | Budapest, Hongria                 | [ 22 ]        |
| 200 m estils           | 1:48.88  | Léon Marchand                                                                               | França       | 1 de novembre de 2024  | Singapur, Singapur                |               |
| 400 m estils           | 3:54,81  | Daiya Seto                                                                                  | Japó         | 20 de desembre de 2019 | Las Vegas, Estats Units d'Amèrica |               |
| Relleus 4×50 m lliure  | 1:21,80  | Caeleb Dressel Ryan Held Jack Conger Michael Chadwick                                       | Estats Units | 14 de desembre de 2018 | Hangzhou, Xina                    | ,             |
| Relleus 4×100 m lliure | 3:01,66  | Jack Alexy (45.05) Luke Hobson (45.18) Kieran Smith (46.01) Chris Guiliano (45.42)          | Estats Units | 10 de desembre de 2024 | Budapest, Hongria                 |               |
| Relleus 4×200 m lliure | 6:40,51  | Luke Hobson (1:38.91) Carson Foster (1:40.77) Shaine Casas (1:40.34) Kieran Smith (1:40.49) | Estats Units | 13 de desembre de 2024 | Budapest, Hongria                 |               |
| Relleus 4×50 m estils  | 1:29,72  | Lorenzo Mora Nicolò Martinenghi Matteo Rivolta Leonardo Deplano                             | Itàlia       | 17 de desembre de 2022 | Melbourne, Austràlia              | [ 26 ]        |
| Relleus 4×100 m estils | 3:18,68  | Miron Lifintsev (49.31) Kirill Prigoda (55.15) Andrei Minakov (48.80) Egor Kornev (45.42)   | Rússia       | 15 de desembre de 2024 | Budapest, Hongria                 |               |

### Femení
| Prova                  | Temps    | Nedadora                                                                                      | País          | Data                   | Lloc                           | Video  |
| ---------------------- | -------- | --------------------------------------------------------------------------------------------- | ------------- | ---------------------- | ------------------------------ | ------ |
| 50 m lliure            | 22,83    | Gretchen Walsh                                                                                | Estats Units  | 15 de desembre de 2024 | Budapest                       |        |
| 100 m lliure           | 50,25    | Cate Campbell                                                                                 | Austràlia     | 26 d'octubre de 2017   | Adelaida, Austràlia            | ,      |
| 200 m lliure           | 1:50.31  | Siobhán Haughey                                                                               | Hong Kong     | 16 de desembre de 2021 | Abu Dhabi, Emirats Àrabs Units | [ 30 ] |
| 400 m lliure           | 3:50.25  | Summer McIntosh                                                                               | Canadà        | 10 de desembre de 2024 | Budapest, Hongria              |        |
| 800 m lliure           | 7:57,42  | Katie Ledecky                                                                                 | Estats Units  | 5 de novembre de 2022  | Indianapolis, EUA              |        |
| 1500 m lliure          | 15:08.24 | Katie Ledecky                                                                                 | Estats Units  | 29 de octubre de 2022  | Toronto, Canadà                |        |
| 50 m esquena           | 25,23    | Regan Smith                                                                                   | Estats Units  | 13 de desembre de 2024 | Budapest, Hongria              |        |
| 100 m esquena          | 54,02 r  | Regan Smith                                                                                   | Estats Units  | 15 de desembre de 2024 | Budapest, Hongria              |        |
| 200 m esquena          | 1:58,04  | Regan Smith                                                                                   | Estats Units  | 15 de desembre de 2024 | Budapest, Hongria              |        |
| 50 m braça             | 28,37 sf | Rūta Meilutytė                                                                                | Lituània      | 17 de desembre de 2022 | Melbourne, Austràlia           |        |
| 100 m braça            | 1:02,36  | Rūta Meilutytė                                                                                | Lituània      | 12 d'octubre de 2013   | Moscou, Rússia                 | [ 37 ] |
| 100 m braça            | 1:02,36  | Alía Atkinson                                                                                 | Jamaica       | 26 d'agost de 2016     | Chartres, França               |        |
| 200 m braça            | 2:12,50  | Kate Douglass                                                                                 | Estats Units  | 13 de desembre de 2024 | Budapest, Hongria              |        |
| 50 m papallona         | 23,94    | Gretchen Walsh                                                                                | Estats Units  | 10 de desembre de 2024 | Budapest                       |        |
| 100 m papallona        | 52,71    | Gretchen Walsh                                                                                | Estats Units  | 14 de desembre de 2024 | Budapest                       |        |
| 200 m papallona        | 1:59,32  | Summer Macintosh                                                                              | Canadà        | 12 de desembre de 2024 | Budapest, Hongria              |        |
| 100 m estils           | 55,98    | Gretchen Walsh                                                                                | Estats Units  | 18 d'octubre de 2024   | EUA, Charlottesville           |        |
| 200 m estils           | 2:01.63  | Kate Douglass                                                                                 | Estats Units  | 10 de desembre de 2024 | Budapest, Hongria              |        |
| 400 m estils           | 4:18.48  | Summer McIntosh                                                                               | Canadà        | 14 de desembre de 2024 | Budapest, Hongria              |        |
| Relleus 4×50 m lliures | 1:32,50  | Ranomi Kromowidjojo (23.05) Maaike de Waard (23.16) Kim Busch (23.47) Femke Heemskerk (22.82) | Països Baixos | 12 de desembre de 2020 | Eindhoven, Països Baixos       | [ 43 ] |
| Relleus 4×100 m lliure | 3:25,01  | Kate Douglass (50.95) Katharine Berkoff (51.38) Alex Shackell (52.01) Gretchen Walsh (50.67)  | Estats Units  | 10 de desembre de 2024 | Budapest                       |        |
| Relleus 4×200 m lliure | 7:30,13  | Alex Walsh (1:53,25) Paige Madden (1:53.18) Katie Grimes (1:53.39) Claire Weinstein (1:50.31) | Estats Units  | 12 de desembre de 2024 | Budapest                       |        |
| Relleus 4×50 m estils  | 1:42,35  | Mollie O'Callaghan (25.49) Chelsea Hodges (29.11) Emma McKeon (24.43) Madison Wilson (23.32)  | Austràlia     | 17 de desembre de 2022 | Melbourne, Austràlia           | [ 45 ] |
| Relleus 4×100 m estils | 3:40,41  | Regan Smith (54.02) Lilly King (1:03.02) Gretchen Walsh (52.84) Kate Douglass (50.53)         | Estats Units  | 15 de desembre de 2024 | Budapest                       |        |

### Relleus Mixtos
| Prova                  | Temps   | Nedador/a                                                                                    | País         | Data                   | Lloc                 | Video  |
| ---------------------- | ------- | -------------------------------------------------------------------------------------------- | ------------ | ---------------------- | -------------------- | ------ |
| Relleus 4×50 m lliure  | 1:27.33 | Maxime Grousset Florent Manaudou Béryl Gastaldello Mélanie Henique                           | França       | 16 de desembre de 2022 | Melbourne, Austràlia | [ 47 ] |
| Relleus 4×50 m estils  | 1:35,15 | Ryan Murphy Nic Finc Kate Douglass Torri Huske                                               | Estats Units | 14 de desembre de 2022 | Melbourne, Austràlia |        |
| Relleus 4×100 m estils | 3:30.47 | Miron Lifintsev (48,90) Kirill Prigoda (54,86) Arina Surkova (55,63) Daria Klepikova (51,08) | Rússia       | 14 de desembre de 2024 | Budapest, Hongria    |        |